# Howard Elliott Gates
Howard Elliott Gates ( 1895 - 1957) fue un cactólogo, y botánico estadounidense.

## Algunas publicaciones

### Libros
- 1930. The personal tale of a cactus collector: Baja California, Mexico. Ed. Gazette Print, 16 pp.

- La abreviatura «H.E.Gates» se emplea para indicar a Howard Elliott Gates como autoridad en la descripción y clasificación científica de los vegetales.[1]